# 276 Dywizja Piechoty ’40 (III Rzesza)
276 Dywizja Piechoty (niem. 276. Infanterie-Division) – niemiecka dywizja z czasów II wojny światowej, sformowana w Poznaniu na mocy rozkazu z 22 maja 1940 roku, w 10. fali mobilizacyjnej w XX Okręgu Wojskowym.

## Struktura organizacyjna
- Struktura organizacyjna w maju 1940 roku:

559., 560. i 561. pułk piechoty, 276. oddział artylerii, 276. kompania pionierów, 276. kompania przeciwpancerny;

## Szlak bojowy
Dywizja przez cały okres swojego istnienia przebywała w macierzystym okręgu wojskowym. Z chwilą podpisania kapitulacji przez Francję, jednostkę rozwiązano na mocy rozkazu z 19 lipca 1940 roku.